# Jardim Olinda
Jardim Olinda este un oraș în Paraná (PR), Brazilia.